# Tribus exóticas de la antigua India
Los poemas épicos clásicos indios, como el Majábharata, el Ramaiana y los Puranas, hacen referencia a un gran número de seres exóticos, describiéndolos como superhombres o subseres.
No se sabe hasta qué punto estas narraciones mezclan la mitología con la realidad.
Esos nombres podrían referirse simplemente a otras etnias.

## Tribus
Estos seres incluyen:
- Aditias, hijos del dios del Sol.
- Asuras (entre ellos los Danavas), considerados demonios.
- Daitias, considerados demonios.
- Devas (entre ellos los Vasus), los semidioses.
- Gandharvás, los cantantes del cielo.
- Iakshas, especie de duendes malignos.
- Kalakeias
- Kimpurushas (literalmente ‘¿qué varón? [eso no es humano]’ porque no parecían humanos. Habitantes de un continente mítico.
- Kinnaras (literalmente ‘¿qué humano? [eso no es humano]’, eran mitad hombres y mitad caballos. La palabra kinnaras podría ser origen del griego kentauros.
- Maruts, un tipo de semidioses.
- Nagas (‘serpientes’), habitantes de los Himalayas.
- Pisachas, caníbales montañeses de piel oscura.
- Rákshasas, poderosos demonios con varias cabezas.
- Rudras (expansiones del dios Shiva), coléricos y salvajes seres de la montaña.
- Suparnas
- Valikilias
- Vánaras (gente del bosque), antropoides como Janumán.
- Vetala
- Vidiadharas